# Marco Pappa
Marco Pablo Pappa Ponce (né le 15 novembre 1987 à Guatemala au Guatemala) est un footballeur international guatémaltèque, qui joue au poste d'ailier gauche, et est actuellement sans club.

## Biographie

### En club
Le 9 octobre 2018, il s'engage pour une saison avec le Xelaju MC, au Guatemala.